# Wissenschaftliche Dienste des Deutschen Bundestages
Die Wissenschaftlichen Dienste des Deutschen Bundestages (WD) sind eine Einrichtung, die es dem einzelnen Bundestagsabgeordneten ermöglichen soll, sich unabhängig von der Sachkompetenz der Bundesministerien unparteiisch zu bestimmten Themen zu informieren. Sie sollen so dabei helfen, den Wissensvorsprung der Exekutive gegenüber der Legislative zu verringern. Sie ist als Unterabteilung Wissenschaftliche Dienste (WD) Teil der Abteilung A (Außenbeziehungen, Europa und Analyse) der Bundestagsverwaltung des Deutschen Bundestages. 2018 hatten die Wissenschaftlichen Dienste rund 100 Mitarbeiter, davon ca. 65 Referenten.
Die Mitarbeiter der Wissenschaftlichen Dienste sind nicht zu verwechseln mit den in den Abgeordnetenbüros tätigen wissenschaftlichen Mitarbeitern. Letztere unterstützen die Abgeordneten bei inhaltlicher und organisatorischer Arbeit und sind politisch gebunden.

## Gliederung
Die Wissenschaftlichen Dienste sind in acht Fachbereiche gegliedert, die den 25 ständigen Ausschüssen des Parlaments entsprechen; ein Fachbereich ist jeweils für mehrere Ausschüsse tätig.
| Fachbereich | Sachgebiete |
| ----------- | --- |
| WD 1        | Geschichte, Zeitgeschichte und Politik                                                                                      |
| WD 2        | Auswärtiges, Völkerrecht, wirtschaftliche Zusammenarbeit und Entwicklung, Verteidigung, Menschenrechte und Humanitäre Hilfe |
| WD 3        | Verfassung und Verwaltung                                                                                                   |
| WD 4        | Haushalt und Finanzen |
| WD 5        | Wirtschaft, Energie und Klima                                                                                               |
| WD 6        | Arbeit und Soziales |
| WD 7        | Zivil-, Straf- und Medienrecht, Bauen und Wohnen                                                                            |
| WD 8        | Gesundheit, Familie, Bildung und Forschung, Umwelt                                                                          |

Bis 2013 gab es zusätzlich den Fachbereich Europa (WD 11), dessen Aufgabenbereich an die auf 64 Mitarbeiter verstärkte Unterabteilung Europa (PE) der Abteilung Parlament und Abgeordnete (P) übergegangen ist. Diese wurde im Zuge der Umstrukturierung der Bundestagsverwaltung 2023 als Unterabteilung Europa (EU) ebenso wie die Unterabteilung Wissenschaftliche Dienste (WD) der Abteilung A zugeordnet.

## Anfragen
„Die Wissenschaftlichen Dienste des Deutschen Bundestages unterstützen die Mitglieder des Deutschen Bundestages bei ihrer mandatsbezogenen Tätigkeit. Ihre Arbeiten geben nicht die Auffassung des Deutschen Bundestages, eines seiner Organe oder der Bundestagsverwaltung wieder.“

Aufträge an die Fachbereiche können sowohl von Abgeordneten als auch von Gremien des Deutschen Bundestages erteilt werden. Vorhandenes Material wird ggf. auf Anfrage auch der Bundesregierung, den Landesregierungen, Abgeordneten der Landesparlamente und des Europäischen Parlaments sowie externen (wissenschaftlichen und sonstigen) Institutionen zur Verfügung gestellt.
Auf Gegenseitigkeit innerhalb des Europäischen Zentrums für Parlamentarische Wissenschaft und Dokumentation und nachrangig werden auch Ersuchen anderer Parlamente aus dem Bereich der Europäischen Union, des Europarats sowie aus den Parlamenten Israels, Kanadas, Mexikos und der Vereinigten Staaten bearbeitet.
Die Wissenschaftlichen Dienste erhalten bis zu 4.300 Anfragen im Jahr. Die Anfragen gehen bei einer Hotline W genannten Stabsstelle ein, die zahlreiche Datenbanken abfragen und mehr als die Hälfte der Auskünfte direkt erteilen kann. Ansonsten klärt Hotline W die Zuständigkeit und leitet den Auftrag an den Fachbereich weiter. Werden Anfragen schriftlich beantwortet, kennen die Fachbereiche verschiedene Formen wie Ausarbeitungen, Sachstände, Dokumentationen und Fachbeiträge, die sich in Form und Umfang unterscheiden. Im Ausnahmefall werden Arbeiten auch an externe Wissenschaftler vergeben. Redenentwürfe werden nur für Mitglieder des Bundestagspräsidiums erstellt.
Die Wissenschaftlichen Dienste forschen in der Regel nicht selbst, sondern stellen den Stand der Forschung, Gesetzgebung und Rechtsprechung verständlich und übersichtlich dar. Die Arbeiten der WD sind der politischen Neutralität verpflichtet. Die Arbeit steht dem Auftraggeber in der Regel vier Wochen exklusiv zur Verfügung. Nach dieser Zeit veröffentlicht der Bundestag seit 2016 die Arbeit auf seiner Webseite, „so dem nicht eng gefasste Ausschlussgründe entgegenstehen“.
Abgeordnete dürfen die Wissenschaftlichen Dienste grundsätzlich nur im Rahmen ihrer mandatsbezogenen Tätigkeit nutzen.
Den rechtlichen Ausarbeitungen der Wissenschaftlichen Dienste wird ein „zweifelsohne hoher juristischer Sachverstand“ sowie ein „de facto stets hohes Gewicht im parlamentarischen Geschehen“ beigemessen.

## Archiv
Die Wissenschaftlichen Dienste können auf die mit rund 1,4 Millionen Exemplaren drittgrößte Parlamentsbibliothek der Welt, die Bibliothek des Deutschen Bundestages, zurückgreifen. Daneben werten sie auch das Archiv des Deutschen Bundestages aus.

## Weitere Aufgabenbereiche
Weniger bekannte Aufgaben der Wissenschaftlichen Dienste sind die Vorbereitung dreier Preisvergaben, des Medienpreises des Deutschen Bundestages, des Wissenschaftspreises sowie des Deutsch-französischen Parlamentspreises. Auch die Dauerausstellung zum Parlamentarismus im Berliner Deutschen Dom Wege – Irrwege – Umwege wird von den Wissenschaftlichen Diensten (Fachbereich WD 1) fortentwickelt.
Die Wissenschaftlichen Dienste werden auch von sich aus tätig: Zu „Aktuellen Begriffen“ stellen sie zweiseitige Informationen zusammen, die allen Abgeordneten zugänglich gemacht werden. Auf der Website gibt es auch Ausarbeitungen für die breite Öffentlichkeit.

## Sonstiges

### Rechtsstreit um Gutachten zu außerirdischem Leben
Auf Anfrage der Abgeordneten Gitta Connemann erstellte der Fachbereich 8 der Wissenschaftlichen Dienste (WD 8) im Jahr 2009 zwei Studien mit den Titeln Die Suche nach außerirdischem Leben und die Umsetzung der VN-Resolution A/33/426 zur Beobachtung unidentifizierter Flugobjekte und extraterrestischen Lebensformen (WD8-3000-104/2009) und Die Europäische Union und ihr Umgang mit dem Thema „unidentifizierte fliegende Objekte“ (WD11-148/09). Die Ausarbeitungen befassen sich mit der möglichen Existenz extraterrestrischen Lebens, unidentifizierter fliegender Objekte und eventuell stattfindender Untersuchungen darüber. Da die Ausarbeitungen nicht veröffentlicht worden waren, versuchte ein Kläger 2011 aufgrund des Informationsfreiheitsgesetzes vor dem Verwaltungsgericht Berlin Einsicht in die Studien zu bekommen. Der Kläger reichte zudem bei dem Bundesbeauftragten für den Datenschutz und die Informationsfreiheit Beschwerde ein.
Die 2. Kammer des Verwaltungsgerichts Berlin entschied erstinstanzlich am 1. Dezember 2011 (Az.: VG 2 K 91.11): „Der Anspruch auf Zugang zu amtlichen Informationen nach dem Informationsfreiheitsgesetz (IFG) gilt auch für Ausarbeitungen des Wissenschaftlichen Dienstes des Deutschen Bundestages.“ 
Der Deutsche Bundestag legte gegen das Urteil Berufung ein. Im November 2013 gab das Oberverwaltungsgericht Berlin-Brandenburg der Berufung vollumfänglich statt. Es entschied, dass das Informationsfreiheitsgesetz (IFG) auf Unterlagen der wissenschaftlichen Dienste, die für Abgeordnete erstellt werden, keine Anwendung findet, sofern diese Unterlagen nicht in Wahrnehmung von Verwaltungsaufgaben erstellt worden seien, sondern dem Bereich parlamentarischer Tätigkeit zuzurechnen seien und der unmittelbaren Unterstützung der Mitglieder des Deutschen Bundestages bei ihrer mandatsbezogenen Tätigkeit dienen. Im Juni 2015 entschied das Bundesverwaltungsgericht, dass die Ausarbeitung herausgegeben werden muss: „Der Deutsche Bundestag ist, soweit es um Gutachten und sonstige Zuarbeiten der Wissenschaftlichen Dienste geht, eine informationspflichtige Behörde“.
Nachdem die Organisationen FragDenStaat.de und Abgeordnetenwatch.de im Rahmen ihrer Kampagne „FragDenBundestag“ die Liste von 3.800 Bundestagsgutachten veröffentlicht hatten und mehr als 2.000 Gutachten von Nutzern unter Berufung auf das Informationsfreiheitsgesetz angefragt wurden, entschied der Ältestenrat des deutschen Bundestages am 18. Februar 2016, alle angefragten Gutachten sowie künftig auch alle neuen Gutachten auf der Website des Bundestages zu veröffentlichen.

### Plagiatsaffäre Guttenberg
Im Februar 2011 wurde bekannt, dass der damalige Bundesverteidigungsminister Karl-Theodor zu Guttenberg Inhalte aus mehreren Expertisen des WD in seiner Doktorarbeit verwendet hatte, ohne die Quellen kenntlich zu machen.
Nachdem die Universität Bayreuth Guttenberg im Zuge der Plagiatsaffäre um seine Dissertation den Doktorgrad im Februar 2011 aberkannt hatte, legte er Anfang März 2011 sämtliche politischen Ämter nieder.

## Wissenschaftliche Dienste der Landesparlamente
Alle Landesparlamente in Deutschland bis auf den saarländischen Landtag und die Hamburgische Bürgerschaft unterhalten eigene wissenschaftliche Dienste. Ihre Gutachten werden beim Parlamentarischen Beratungs- und Gutachterdienst des Landtags Nordrhein-Westfalen gesammelt. Nach Klagen von FragDenStaat veröffentlichen inzwischen auch Landesparlamente in Brandenburg, Sachsen-Anhalt und Rheinland-Pfalz ihre Gutachten. Der schleswig-holsteinische Landtag änderte das Informationszugangsgesetz, sodass er Gutachten seines wissenschaftlichen Dienstes nicht herausgeben muss.